# Olympische Winterspiele 2022/Teilnehmer (Libanon)
| Gelbes Symbol für Goldmedaillen mit stilisierten Olympischen Ringen | Graues Symbol für Silbermedaillen mit stilisierten Olympischen Ringen | Braundes Symbol für Bronzemedaillen mit stilisierten Olympischen Ringen |
| ------------------------------------------------------------------- | --------------------------------------------------------------------- | ----------------------------------------------------------------------- |
| —                                                                   | —                                                                     | —                                                                       |

Der Libanon nahm an den Olympischen Winterspielen 2022 in Peking mit drei Athleten, davon zwei Männer und eine Frau, in zwei Sportarten teil.  Es war die 18. Teilnahme des Landes an Olympischen Winterspielen.

## Teilnehmer nach Sportarten

### Ski Alpin
| Athleten     | Wettbewerbe  | 1. Lauf     | 1. Lauf | 2. Lauf       | 2. Lauf       | Gesamt        | Gesamt        |
| Athleten     | Wettbewerbe  | Zeit        | Rang    | Zeit          | Rang          | Zeit          | Rang          |
| ------------ | ------------ | ----------- | ------- | ------------- | ------------- | ------------- | ------------- |
| Frauen       |              |             |         |               |               |               |               |
| Manon Ouaiss | Riesenslalom | 1:08,88 min | 54      | DNF           | DNF           | DNF           | DNF           |
| Manon Ouaiss | Slalom       | 1:02,69 min | 52      | 1:02,96 min   | 46            | 2:05,65 min   | 46            |
| Männer       |              |             |         |               |               |               |               |
| Cesar Arnouk | Riesenslalom | DNF         | DNF     | ausgeschieden | ausgeschieden | ausgeschieden | ausgeschieden |
| Cesar Arnouk | Slalom       | 1:07,05 min | 47      | 58,37 s       | 34            | 2:05,42 min   | 38            |

### Skilanglauf
| Männer    |                 |             |    |
| Elie Tawk | 15 km klassisch | 51:46,5 min | 92 |

| Athleten  | Wettbewerbe | Qualifikation | Qualifikation | Viertelfinale | Viertelfinale | Halbfinale    | Halbfinale    | Finale        | Finale        | Rang |
| Athleten  | Wettbewerbe | Zeit          | Rang          | Zeit          | Rang          | Zeit          | Rang          | Zeit          | Rang          | Rang |
| --------- | ----------- | ------------- | ------------- | ------------- | ------------- | ------------- | ------------- | ------------- | ------------- | ---- |
| Männer    |             |               |               |               |               |               |               |               |               |      |
| Elie Tawk | Sprint      | 3:47,73 min   | 87            | ausgeschieden | ausgeschieden | ausgeschieden | ausgeschieden | ausgeschieden | ausgeschieden | 87   |